# Oberschleißheim
Oberschleißheim ist eine Gemeinde im oberbayerischen Landkreis München. Es hat vor allem durch seine drei Schlösser und die dort beheimateten staatlichen Museen sowie den über 100 Jahre alten Flugplatz mit der Flugwerft Schleißheim des Deutschen Museums eine überregionale Bekanntheit. Die Gemeinde beherbergt außerdem die Tierärztliche Fakultät mit dem Lehr- und Versuchsgut der Ludwig-Maximilians-Universität München, das Helmholtz Zentrum München, das Landesamt für Gesundheit und Lebensmittelsicherheit sowie die Außenstelle des Bundesamtes für Strahlenschutz.

## Geographie

### Topographie

#### Gelände
Das Gemeindegebiet besteht zu über 75 % aus Vegetation, zu knapp 15 % aus Siedlungsfläche sowie zu 8 % aus Verkehrsfläche. Den größten Anteil machen die Oberschleißheim umgebenden Wälder (Berglwald, Schweizerholz, Korbiniansholz) mit knapp 38 % aus. Über 31 % des Gemeindegebietes werden landwirtschaftlich genutzt. Von der Siedlungsfläche entfallen auf Wohnbaufläche knapp 4 % sowie auf Industrie- und Gewerbefläche knapp 2 % des Gemeindegebietes.

#### Gewässer
Der Anteil von Gewässern an der Gemeindefläche ist gering. Der Schleißheimer Kanal, der Dachau-Schleißheimer-Kanal und der Würmkanal wurden Ende des 17. Jahrhunderts errichtet. Die Regattastrecke und der Regattasee gehören teilweise zu München und entstanden anlässlich der Olympiade 1972 in München. Darüber hinaus gibt es in Oberschleißheim den Mallertshofer See sowie den Eishüttensee. In Karten berücksichtigte Bäche sind der Gänsbach und der Berglbach.

### Gemeindegliederung
Es gibt neun amtliche Gemeindeteile (in Klammern ist der Siedlungstyp angegeben):
- Oberschleißheim (Hauptort)
- Badersfeld (Siedlung)
- Bergl (Einöde)
- Fasanerie (Einöde)
- Hochmutting (Weiler)
- Kreuzstraße (Einöde)
- Lustheim (Dorf)
- Mittenheim (Dorf)
- Neuherberg (Siedlung)

Darüber hinaus sind folgende Ortsteilnamen verbreitet:
- Altschleißheim (Teil des Hauptortes)
- Ertlgebiet (Teil des Hauptortes)[9]
- Fliegersiedlung (Teil des Hauptortes)
- Mallertshofen (Wüstung)
- Parksiedlung (Teil des Hauptortes)[10]

### Nachbargemeinden
Folgende Städte und Gemeinden grenzen an Oberschleißheim (Auflistung nach dem Uhrzeigersinn, beginnend im Norden):
- Stadt Unterschleißheim
- Gemeinde Eching
- Stadt Garching
- Landeshauptstadt München
- Große Kreisstadt Dachau

### Natur
Folgende Schutzgebiete berühren das Gemeindegebiet:
- Naturschutzgebiet Südliche Fröttmaninger Heide (NSG-00750.01)
- Naturschutzgebiet Schwarzhölzl (NSG-00460.01)
- Naturschutzgebiet Mallertshofer Holz mit Heiden (NSG-00501.01)
- Landschaftsschutzgebiet LSG "Münchner Norden im Bereich der Gemeinden Garching bei München, Ober- und Unterschleißheim (LSG-00436.01)
- Landschaftsschutzgebiet LSG „Dachauer Moos im Gebiet der Gemeinden Ober- und Unterschleißheim“ (LSG-00328.01)
- Fauna-Flora-Habitat-Gebiet Heideflächen und Lohwälder nördlich von München (7735-371)

## Bevölkerung

### Einwohnerzahl
| Jahr          | 1840 | 1871 | 1900 | 1925 | 1939 | 1950 | 1961 | 1970 | 1987   | 2011   | 2012   | 2013   | 2014   | 2015   | 2016   | 2017   | 2018   | 2019   |
| Einwohnerzahl | 616  | 931  | 1056 | 2382 | 3963 | 4180 | 4558 | 9287 | 10.034 | 10.639 | 11.353 | 11.456 | 11.596 | 11.627 | 11.657 | 11.596 | 11.810 | 11.833 |

Während die Einwohnerzahl im 19. Jahrhundert konstant unter 1.000 blieb, verdoppelte sie sich von 1900 bis 1925 auf über 2.300. Inwiefern der weitere Anstieg auf knapp 4.000 Einwohner in 1939 mit der Bedeutung des Flugplatzes Schleißheim für die Kriegsvorbereitungen zusammenhing, ist unklar. Dass der Bevölkerungsstand bis 1950 nur minimal auf 4.180 stieg, liegt an den 205 Gefallenen, Vermissten und Opfern von Luftangriffen, die Oberschleißheim im Zweiten Weltkrieg zu beklagen hatte. Von 1961 bis 1970 verdoppelte sich die Einwohnerzahl durch den Bau der Parksiedlung auf über 9.200. Seit den 1980er Jahren erfolgte eine Steigerung nur in kleinen Schritten im Rahmen des organischen Wachstums. Oberschleißheim hatte Ende 2020 knapp 12.000 Einwohner.
Bis 2039 wird eine Bevölkerungszunahme auf 12.900 Einwohner prognostiziert. Insbesondere bei den Minderjährigen (unter 18 Jahre) und den Senioren (über 64 Jahre) wird der Anteil um jeweils über 15 % zunehmen, während die Zahl der Erwerbstätigen (18 bis 64 Jahre) nur um circa 4 % steigt. Anders als jetzt wird Oberschleißheim im Jahr 2039 mit 44,1 ein geringeres Durchschnittsalter haben, als der Landkreis, der Regierungsbezirk oder der Freistaat.

### Religion
Daten über die Religionszugehörigkeit der Einwohner Oberschleißheims liegen nicht vor. Die beiden katholischen Pfarreien Maria Patrona Bavariae und St. Wilhelm sind zum Pfarrverband Oberschleißheim zusammengefasst. Die Trinitatiskirche ist die Kirche der Evangelisch-Lutherischen Kirchengemeinde Oberschleißheim. Darüber hinaus hat der Bezirk München-Nord der Neuapostolischen Kirche seinen Sitz in Oberschleißheim. Daten über weitere Kirchen oder Bekenntnisse in Oberschleißheim wie insbesondere das Judentum oder den Islam sind nicht bekannt.

### Persönlichkeiten

#### Söhne und Töchter der Gemeinde
- Wilhelm Röckel (1801–1843), Historienmaler
- Michael Hierl (1868–1933), Politiker (SPD), Reichstagsabgeordneter
- Josef Ertl (1925–2000), Bundeslandwirtschaftsminister, Präsident des Deutschen Skiverbandes
- Marcus Junkelmann (* 1949), Historiker und Experimentalarchäologe
- Michael Kostner (* 1969), Fußballspieler
- Michael Dietmayr (* 1975), Komponist, Musiker und Kabarettist
- Isabell Klein (* 1984), Handballspielerin

#### Prominente Einwohner
- Waldemar Bonsels (1880–1952), Schriftsteller, verfasste in Oberschleißheim Die Biene Maja und ihre Abenteuer (1912) und Himmelsvolk (1915).
- Markus Büchler (* 1973), Landtagsabgeordneter
- Wolf-Dietrich Großer (1927–2016), Landtagsabgeordneter
- Otto Hupp (1859–1949), Kunsthandwerker, Heraldiker und Schriftkünstler.
- Paul Klee (1879–1940), Maler, leistete 1916 bis 1917 seinen Militärdienstes auf dem Flugplatz Schleißheim
- Wladimir Swertschkow (1821–1888), Glasmaler
- Belen Gettwart (* 2002), Handballspielerin

## Geschichte

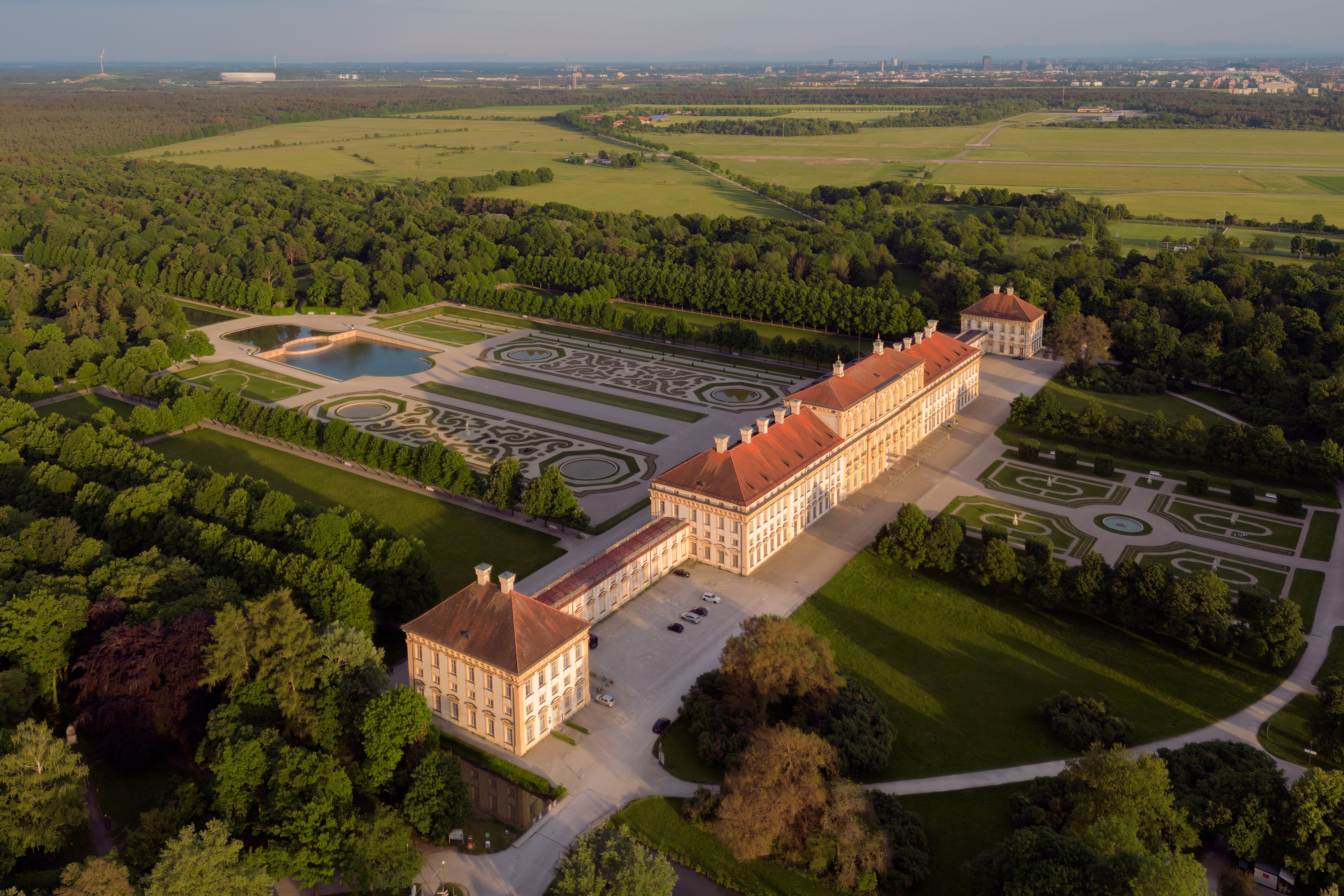
Schleißheim, Neues Schloss

### Altertum

#### Vorgeschichte
Den ältesten Beweis für eine Siedlung auf Oberschleißheimer Flur dokumentierte Professor Otto Hupp, der auf seinem Grundstück eine Bronzenadel aus der Urnenfelderzeit (ca. 1200 bis 750 v. Chr.) fand. In der heutigen Parksiedlung wurden Mitte des 19. Jahrhunderts etliche Grabhügel entdeckt, deren Inhalt teilweise der Hallstattzeit (ca. 800 bis 450 v. Chr.) zugeordnet werden konnte und die auf eine dazugehörige Siedlungen hindeuten. Die folgende Latènezeit (ca. 450 v. Chr. bis 1. Jhd. v. Chr.) wurde von keltischen Volksstämmen dominiert, die allerdings nur ein Zeugnis zwischen dem Korbiniansholz und Feldmoching hinterließen.

#### Antike
Der Beginn des römischen Einflusses in Südbayern ab etwa Christi Geburt markiert den Beginn der Antike im Oberschleißheimer Raum. Eine römische Siedlung ist archäologisch nicht nachweisbar. Trotzdem bezeugen Funde, dass das Gebiet bis zum 4. Jahrhundert nach Christus frequentiert war. Das geographische Muster römischer Siedlungen lässt wegen der in Unterschleißheim und Feldmoching nachgewiesenen Villen auf eine Siedlung in Oberschleißheim schließen. Neuere Forschungen, wonach eine römische Fernstraße durch Oberschleißheim verlief, stützen diese Annahme. Das Ende der weströmischen Zeit brachte im 5. Jahrhundert auch den Weggang der römischen Oberschicht.

### Mittelalter
Die im 6. Jahrhundert auf der Münchner Schotterebene forcierte Landnahme durch germanische Stämme bedeutete erhebliche politische und ethnologische Veränderungen. Trotzdem ist eine Kontinuität sozioökonomischer Strukturen anzunehmen, weshalb potenzielle Siedlungsaktivitäten auf Oberschleißheimer Terrain weiterbestanden hätten. Die Herrschaft der Agilolfinger brachte im 7. und 8. Jahrhundert die Christianisierung und den Bau von Eigenkirchen, die den jeweiligen Grundherren Einfluss auf das kirchliche Leben sicherten. Die Bischöfe sahen einen Konflikt mit ihrer Autorität und drängten darauf, dass die Eigenkirchen in den Besitz der Bistümer übergingen. Bischof Hitto von Freising veranlasste seinen Notar Cozroh, alle Übereignungsurkunden in einem Traditionsbuch zusammenzufassen. Dort finden wir die erste urkundliche Erwähnung Schleißheims in der Abschrift einer Übereignungsurkunde, mit der ein Rihpald eine Eigenkirche sowie seinen Gutshof mit dem Namen 'Sliuuesheim' dem Bistum Freising übergibt. Diese Urkunde wurde auf das Jahr 785 datiert. 1315 erscheint der Ort als „Sleizheim“.

### Neuzeit
Als Herzog Wilhelm V. (der Fromme) dort eine Schwaige erwarb, wurde Schleißheim zu einem Neben- und später Jagdsitz der Wittelsbacher. Zwischen 1616 und 1623 ließ Herzog Maximilian I. das Alte Schloss errichten. Von 1701 bis 1726 wurde im Auftrag von Kurfürst Max Emanuel das Neue Schloss gebaut, ebenso das Schloss Lustheim.
Südlich von Schleißheim befand sich das Fasanengehege und Jagdgebiet Unterer Fasangarten.

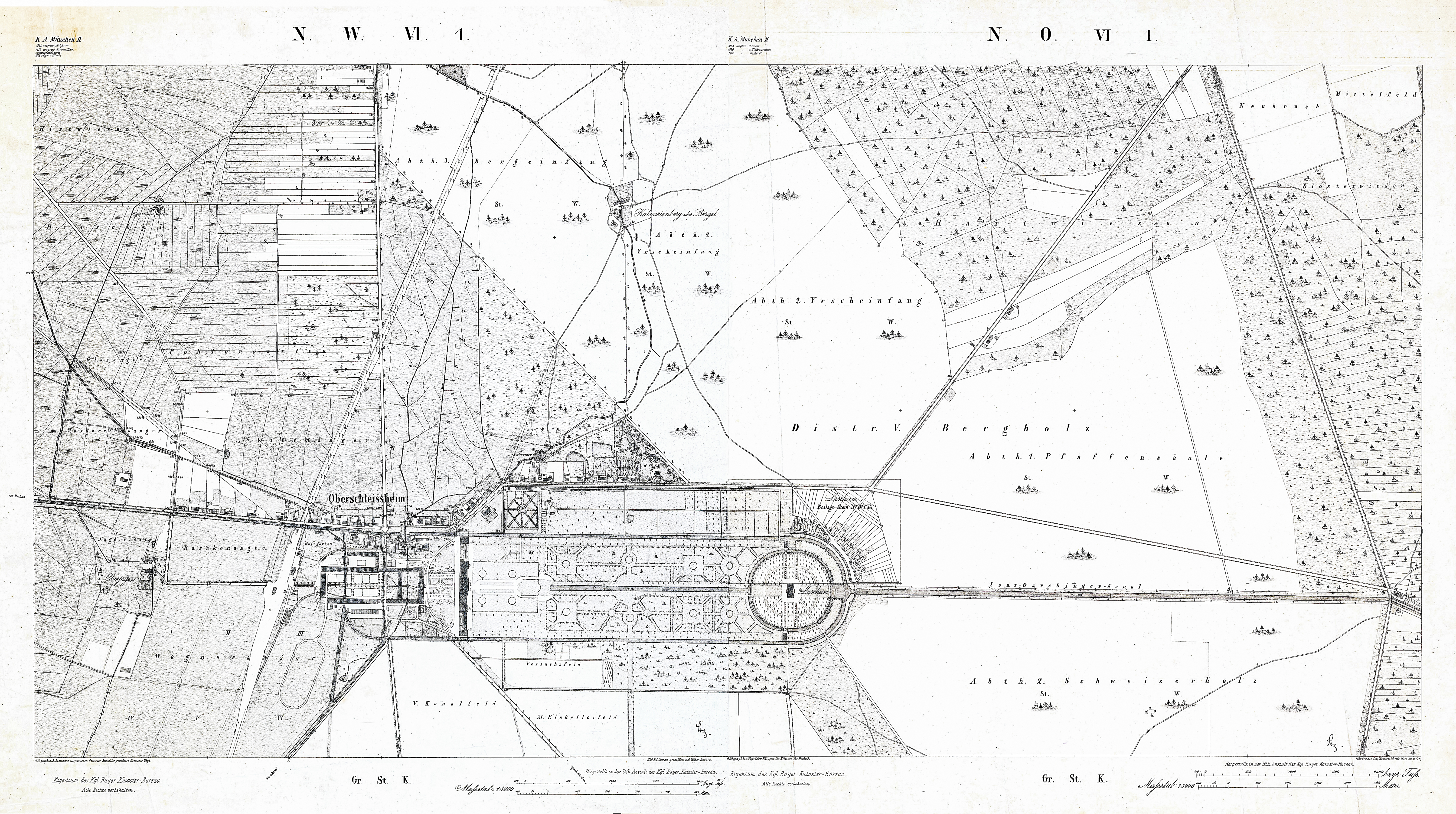
Katasterkarte von Ort und Schlösser Schleißheim 1:5.000, Königlich Bayerisches Kataster-Bureau 1859/60

1858 wurde in Oberschleißheim der Bahnhof Schleißheim an der Strecke München–Landshut erbaut. Dieser wurde 1972 im Zuge der S-Bahn-Eröffnung im Personenverkehr durch den neuen Bahnhof Oberschleißheim einige hundert Meter nördlich ersetzt. 1912 entstand der Flugplatz, der damit der älteste noch aktive Flugplatz in Deutschland ist. 1917 wurde dadurch die Schleißheimer Straße als direkte Straßenverbindung nach München unterbrochen, sie endet seither – von München aus gesehen – im Münchner Stadtteil Hasenbergl. Im Zweiten Weltkrieg wurde der Luftwaffenstützpunkt schwer bombardiert, was auch zu erheblichen Schäden im Ortsbereich und am Schloss führte. Weitere Zerstörungen konnten 1945 durch das Handeln des Fliegerhorstkommandeurs Hauptmann Peter Spoden verhindert werden, der, einen sinnlosen Verteidigungsbefehl ignorierend, die kampflose Übergabe an US-Streitkräfte veranlasste.

## Politik

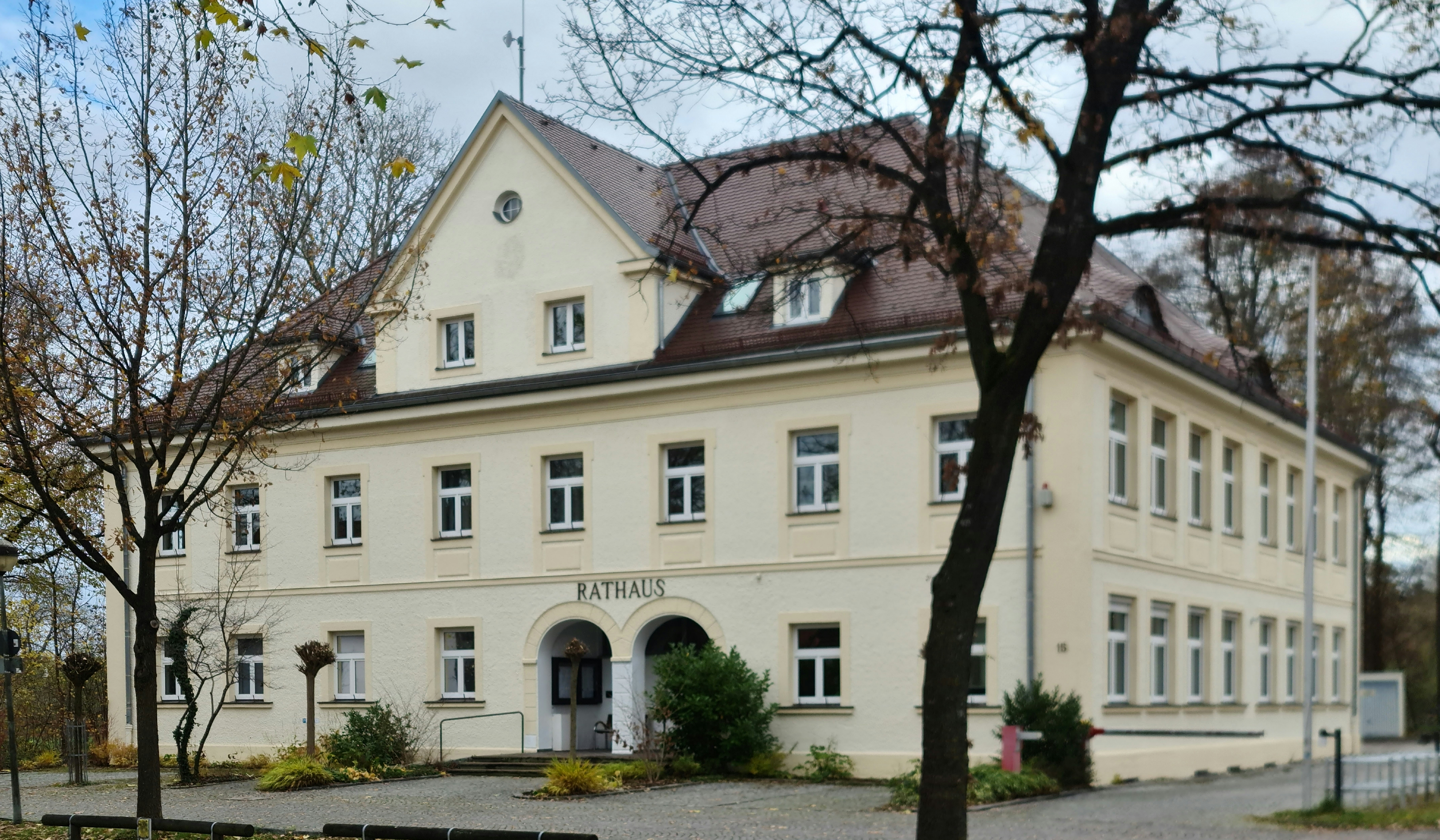
Rathaus

### Bürgermeister

#### Amtsinhaber
Oberschleißheim hat einen hauptamtlichen Ersten Bürgermeister. Seit Mai 2020 bekleidet dieses Amt Markus Böck (CSU). Seine ehrenamtlichen Stellvertreter sind der Zweite Bürgermeister Harald Müller (SPD) sowie der Dritte Bürgermeister Casimir Katz (FDP).

#### Erste Bürgermeister seit 1945
In der Nachkriegszeit bekleideten Persönlichkeiten aus verschiedenen Parteien das Amt des Ersten Bürgermeisters.
| Name                  | Amtszeit  | Partei |
| --------------------- | --------- | ------ |
| Christian Kuchlbauer  | 2014–2020 | FW     |
| Elisabeth Ziegler     | 1996–2014 | SPD    |
| Herrmann Schmid       | 1976–1996 | CSU    |
| Julius Kugler         | 1960–1976 | FWG    |
| Luitpold Brux         | 1956–1960 | CSU    |
| Heinz Hudezeck        | 1952–1956 | FWG    |
| Benedikt Wollschlager | 1946–1952 | CSU    |
| Georg Neuhäusler      | 1945–1946 |        |

### Gemeinderat
Der Gemeinderat hat 24 Mitglieder und setzt sich seit der Kommunalwahl 2020 und dem im November 2021 erfolgten Wechsel eines Mitgliedes der SPD-Fraktion zur ÖDP folgendermaßen zusammen:
- CSU: 6 Sitze
- FW: 6 Sitze
- GRÜNE: 5 Sitze
- SPD: 4 Sitze
- FDP: 2 Sitze
- ÖDP: 1 Sitz[27]

### Wappen
| Wappen von Oberschleißheim | Blasonierung: „Geteilt; oben in Rot das goldene Monogramm des Kurfürsten Max Emanuel, unten die bayerischen Rauten.“                            |
| Wappen von Oberschleißheim | Das Gemeindewappen wurde vom ortsansässigen Heraldiker Otto Hupp entworfen und am 10. Dezember 1925 vom Bayerischen Innenministerium genehmigt. |

### Kommunale Zusammenarbeit

#### Zweckverbände
Die Gemeinde Oberschleißheim arbeitet mit weiteren Kommunen in Zweckverbänden zusammen, die als Körperschaften öffentlichen Rechts Träger der ihnen übertragenen Aufgaben sind.
- Zweckverband Staatliche weiterführende Schulen in Unterschleißheim[30]
- Zweckverband zur Wasserförderung Ober- und Unterschleißheim[31]
- Zweckverband Kommunale Verkehrsüberwachung Südostbayern[32]
- Regionaler Planungsverband München[33]

#### Vereine
Darüber hinaus arbeitet Oberschleißheim in privatrechtlich organisierten Vereinen mit anderen Kommunen zusammen.
- Heideflächenverein
- NordAllianz - Metropolregion München Nord
- Verein Dachauer Moos

## Verkehrsanbindung

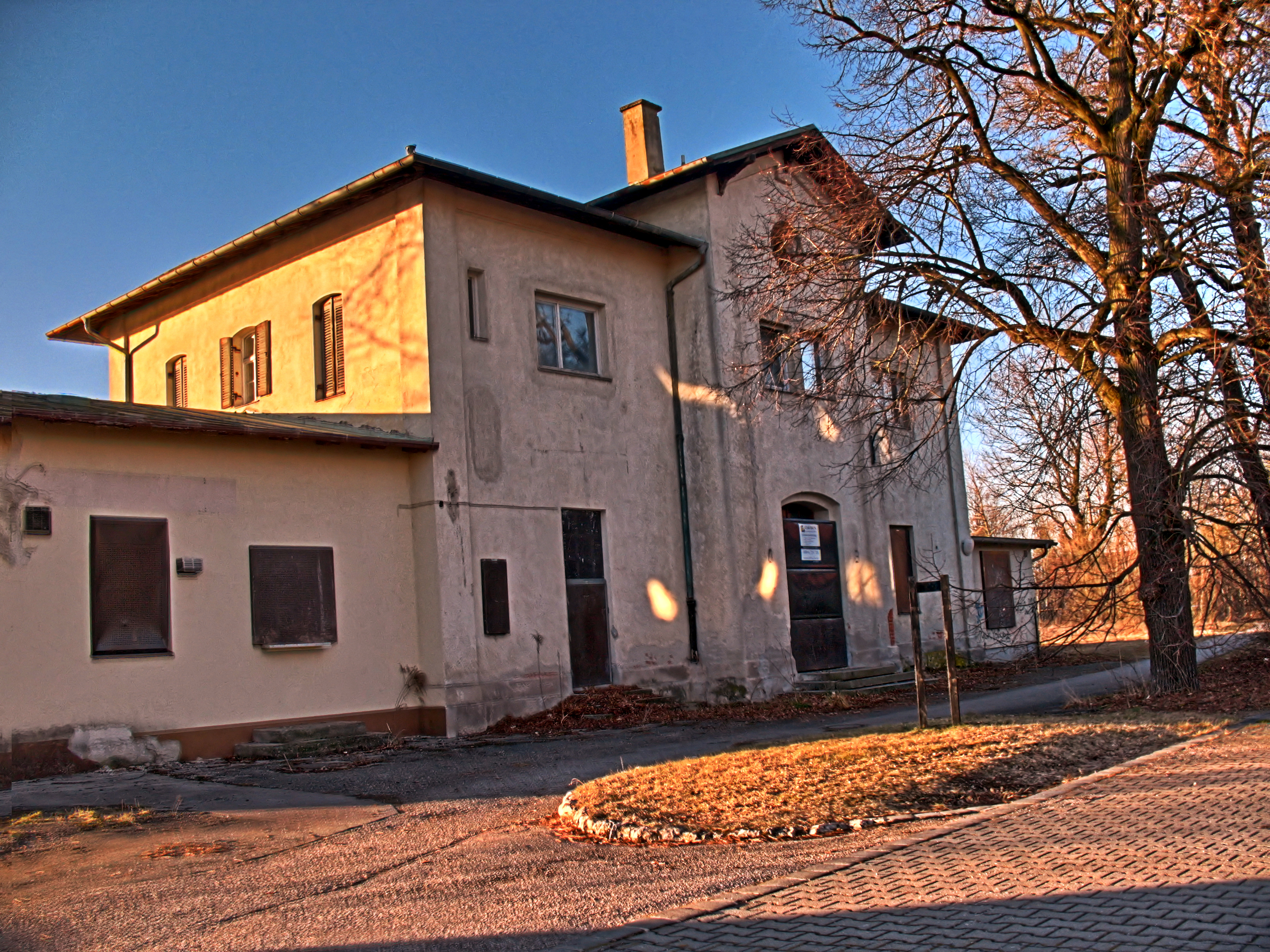
Altes Bahnhofsgebäude

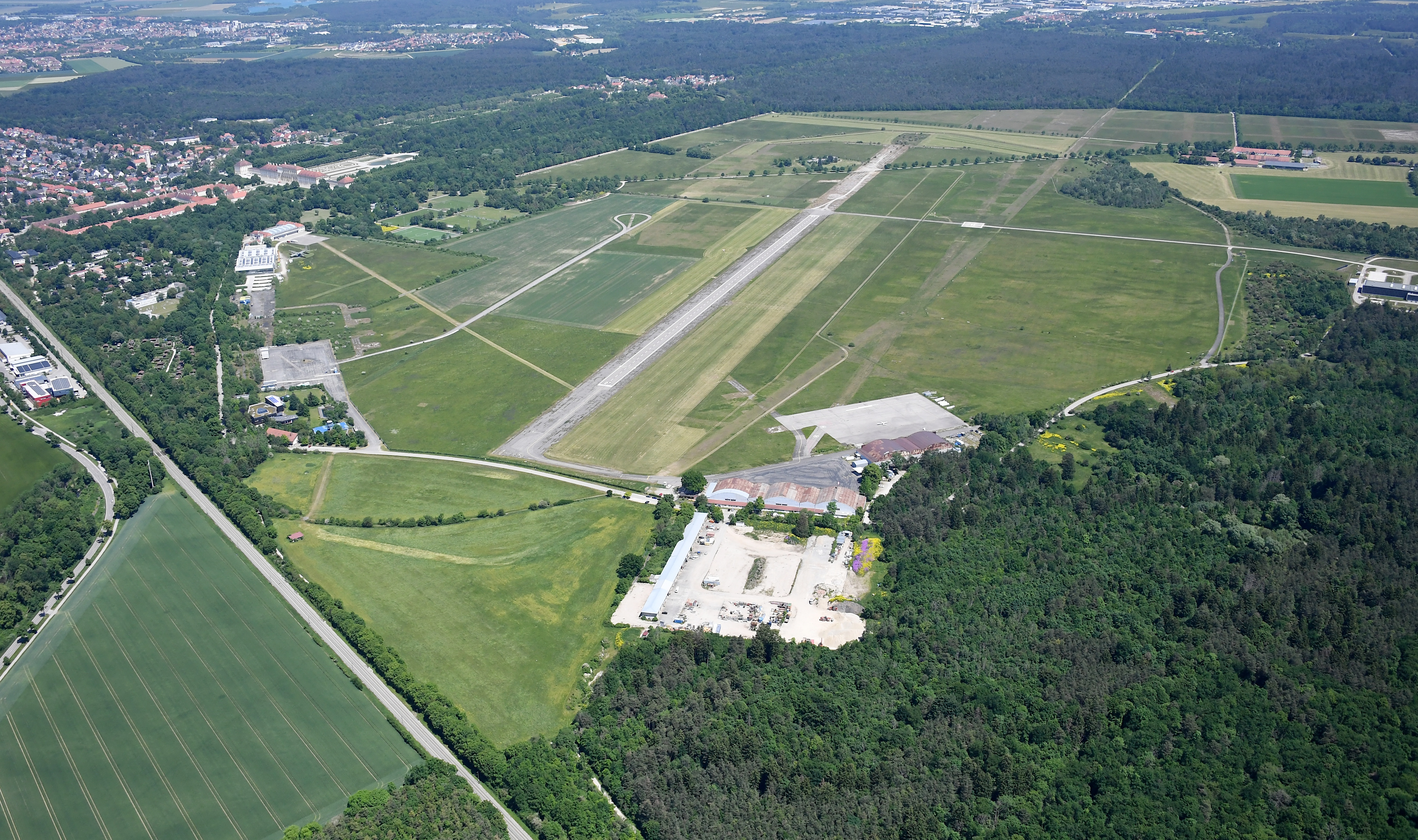
Flugplatz Schleißheim

### Öffentlicher Personennahverkehr

#### S-Bahn München
| Linie | Verlauf                                               |
| ----- | ----------------------------------------------------- |
| S1    | München-Leuchtenbergring – Freising/Flughafen München |

#### MVV-Regionalbus
| Linie | Verlauf                                                             |
| ----- | ------------------------------------------------------------------- |
| X201  | Dachau — Oberschleißheim — Garching Hochbrück                       |
| X206  | Unterschleißheim-Lohhof Süd — Oberschleißheim — München-Feldmoching |
| 291   | Unterschleißheim – Oberschleißheim – Dachau                         |
| 292   | Oberschleißheim – Garching-Forschungszentrum                        |
| 294   | Garching-Hochbrück – Oberschleißheim-Neuherberg – München-Am Hart   |
| 295   | Oberschleißheim – Oberschleißheim-Neuherberg – München-Am Hart      |

### Überregionale Straßen

#### Fernstraßen
| Nr.  | Verlauf                                       |
| ---- | --------------------------------------------- |
| E52  | Europastraße Straßburg – Salzburg             |
| E53  | Europastraße Pilsen – München                 |
| A92  | Bundesautobahn München – Deggendorf           |
| A99  | Bundesautobahn Autobahnring München           |
| B13  | Bundesstraße Würzburg – Sylvensteinspeicher   |
| B471 | Bundesstraße Inning a. Ammersee – Taufkirchen |

#### Staatsstraßen
| Nr.     | Verlauf                                                             |
| ------- | ------------------------------------------------------------------- |
| St 2053 | Oberschleißheim-Neuherberg – Landkreis Freising – München-Schwabing |
| St 2342 | Unterschleißheim – München-Milbertshofen                            |

### Flugverkehr/Sonderlandeplatz
| ICAO | Bezeichnung           |
| ---- | --------------------- |
| EDNX | Flugplatz Schleißheim |

## Kultur und Sehenswürdigkeiten

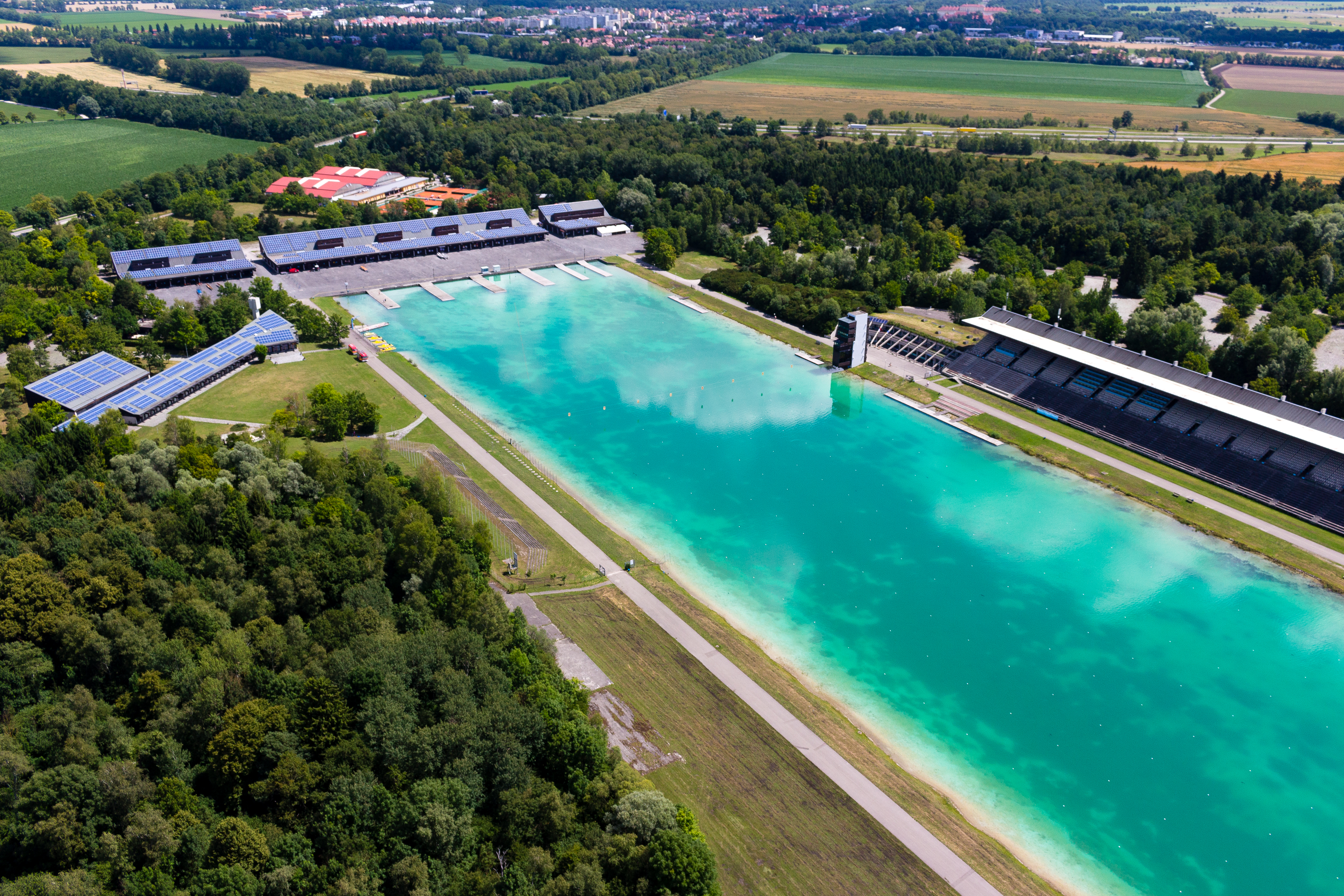
Regattaanlage Oberschleißheim

### Bauwerke
Oberschleißheim ist überregional insbesondere als 'Schlösser- und Museengemeinde' bekannt, hat allerdings auch fliegerische, kirchliche und sportliche Sehenswürdigkeiten zu bieten.

#### Schlösser
- Altes Schloss Schleißheim
- Schloss Lustheim
- Neues Schloss Schleißheim

#### Flugstätten
- Flugplatz Schleißheim
- Flugwerft Schleißheim

#### Sakralbauten
- Kloster Mittenheim
- Kirche St. Martin (Mallertshofen)
- Kapelle St. Jakobus (Hochmutting)
- Kapelle St. Peter und Paul (Lustheim)

#### Sportstätten
- Regattastrecke
- FC Bayern Campus
- Tennis-Akademie Niki Pilic (bis 2010)

### Museen
Die in Oberschleißheim ansässigen Museen befinden sich beinahe ausschließlich in staatlicher Trägerschaft und sind jeweils höchstens eine halbe Stunde voneinander entfernt.
- Flugwerft Schleißheim (Deutsches Museum)
- Haus der Ost- und Westpreußen[36]
- Landeskunde Ost- und Westpreußens im Alten Schloss Schleißheim (Bayerisches Nationalmuseum)
- Ökumenische Sammlung Gertrud Weinhold im Alten Schloss Schleißheim (Bayerisches Nationalmuseum)
- Meißener Porzellan-Sammlung Stiftung Ernst Schneider in Schloss Lustheim (Bayerisches Nationalmuseum)
- Staatsgalerie im Neuen Schloss Schleißheim (Bayerische Staatsgemäldesammlungen)

### Kunst, Musik und Theater
Zusätzlich zu kommunalen Angeboten existiert in Oberschleißheim ein breites bürgerschaftliches Engagement für bildende Kunst, musikalische Betätigung und szenische Darbietungen.
- Blaskapelle Oberschleißheim
- Gesangsverein Germania
- Kulturprogramm Oberschleißheim
- Laienspielgruppe Badersfeld
- Pfarrverbandschor Oberschleißheim
- Schleißheimer Schlosspfeiffer
- Volkshochschule Oberschleißheim
- Volksmusikgruppe „Fleckerlteppich“

Darüber hinaus sind Oberschleißheimer Bürgerinnen und Bürger auch in Initiativen der Nachbargemeinden aktiv.
- Unterschleißheimer Künstlerpalette[39]

## Bildung und Forschung

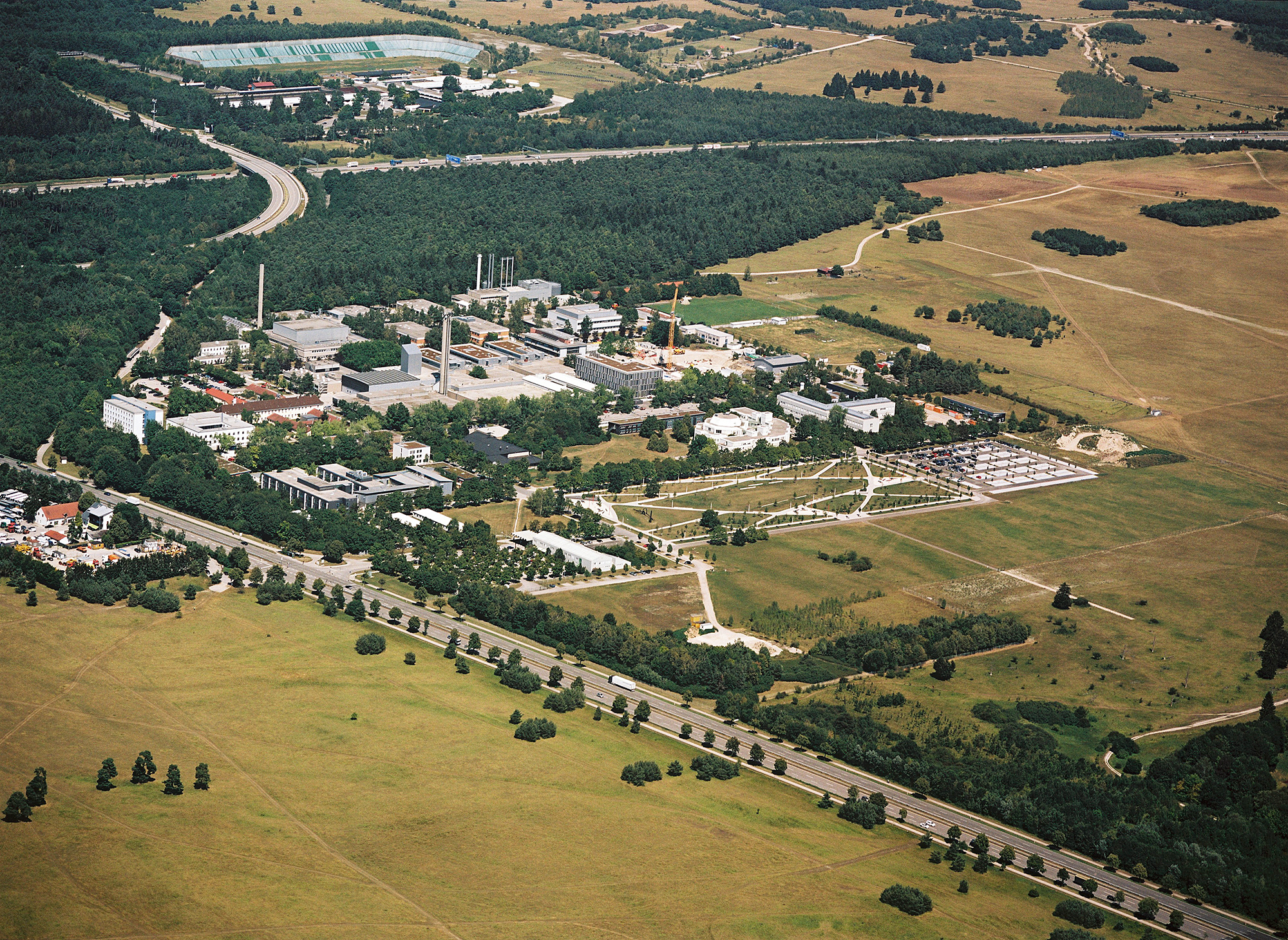
Helmholtz-Zentrum München

Oberschleißheim bietet Einrichtungen aus allen vier Bereichen des deutschen Bildungssystems. Darüber hinaus gibt es in Oberschleißheim außeruniversitäre und behördliche Forschungseinrichtungen.

### Schulen

#### Grund- und weiterführende Schulen
Die Schulen des Zweckverbandes Staatliche weiterführende Schulen befinden sich in Unterschleißheim.
- Grundschule Parksiedlung
- Berglwaldschule Grund- und Mittelschule

- Therese-Giehse-Realschule Unterschleißheim (im Zweckverband)
- Carl-Orff-Gymnasium Unterschleißheim (im Zweckverband)

#### Fachschulen
Unter dem Dach des Hauses mechanischer Metallhandwerke betreiben zwei Innungen Fachschulen zur Ausbildung von Meistern.
- Fachschule für Feinwerkmechanik
- Fachschule für Kälte- und Klimatechnik
- Fachschule für Zweiradmechanik

### Universität
Die gesamte Tierärztliche Fakultät der LMU München soll mittelfristig in Oberschleißheim angesiedelt werden. Die nachfolgend genannten Einrichtungen befinden sich bereits am südlichen Ende des Hauptortes.

#### Veterinärwissenschaftliches Department
- Lehrstuhl für Tierernährung und Diätetik
- Lehrstuhl für Hygiene und Technologie der Milch
- Lehrstuhl für Lebensmittelsicherheit und -analytik
- Lehrstuhl für Molekulare Tierzucht und Biotechnologie / [45] Moorversuchsgut

#### Zentrum für Klinische Tiermedizin
- Klinik für Wiederkäuer
- Klinik für Vögel, Kleinsäuger, Reptilien und Zierfische
- Klinik für Schweine
- Klinik für Pferde

#### Lehr- und Versuchsgut
Das Lehr- und Versuchsgut der LMU München ist ein landwirtschaftlicher Betrieb, welcher die Fakultät bei Lehre und Forschung unterstützt.

### Außerschulische Bildung
Allgemeine Bildungsangebote werden in Oberschleißheim von kommunalen, kirchlichen und privaten Trägern geleistet.
- Volkshochschule Oberschleißheim[47]
- Gemeindebücherei Oberschleißheim[48]
- Pfarrverband Oberschleißheim, Erwachsenenbildungsausschuss[49]
- Heilpädagogisches Centrum Augustinum, Bildungswerk[50]

### Helmholtz Zentrum München
Auf Oberschleißheimer Gebiet befinden sich die meisten Einrichtungen des Helmholtz-Zentrums München. Deutsches Forschungszentrum für Gesundheit und Umwelt, welches aus der früheren Gesellschaft für Strahlenforschung hervorgegangen war.
Stoffwechsel & Stoffwechselerkrankungen: Institut für Diabetes und Adipositas, Institut für Diabetes- und Regenerationsforschung, Institut für Experimentelle Genetik, Institut für Translationale Stammzellforschung
Gesundheit und Umwelt: Abteilung Analytische Biogeochemie, Institut für Asthma- und Allergieprävention, Institut für Allergieforschung, Institut für Biochemische Pflanzenpathologie, Institut für Epidemiologie, Abteilung Genomik und Systembiologie pflanzlicher Genome, Institute for Lung Health and Immunity, Institut für Umweltmedizin, Abteilung Vergleichende Mikrobiomanalysen
Zielmoleküle & Therapien: Institut für Funktionale Epigenetik, Institut für Metabolismus und Zelltod, Institut für Molekulare Toxikologie und Pharmakologie, Institut für Netzwerkbiologie, Institut für Strahlenmedizin, Abt. Strahlenzytogenetik, Institut für Strukturbiologie, Institut für Virologie
Zellprogrammierung & -reparatur: Institut für Entwicklungsgenetik, Abteilung Sensory Biology and Organogenesis, Institut für Stammzellforschung
Bioengineering: Abteilung Analytische Pathologie, Institut für Biologische und Medizinische Bildgebung, Institute for Tissue Engineering and Regenerative Medicine
Digitale Gesundheit: Institute of AI for Health, Institute of Computational Biology, Machine Learning in Biomedical Imaging, Institut für Neurogenomik, Institut für Translationale Genomik